# お家さん
『お家さん』（おいえさん）は、玉岡かおるによる日本の小説。

## 概略
明治初期から昭和初期にかけて神戸に実在した貿易商「鈴木商店」の女主人・鈴木よね と、彼女と共に会社の発展に尽力した大番頭の金子直吉の物語。
第25回織田作之助賞受賞作。2014年2月に竹下景子主演で舞台化、同年5月9日に天海祐希主演でテレビドラマ化された。

## 舞台
2014年2月21日 - 23日まで、兵庫県立芸術文化センターにて兵庫県立ピッコロ劇団により公演された。
2019年5月29日 - 6月2日、COOL JAPAN PARK OSAKA TTホールで上演。
どちらの公演も主演として竹下景子が、よねこを演じた。

## テレビドラマ
『お家さん』は、2014年5月9日（金曜）21:00 - 23:24（JST）に日本テレビ系列で放送された日本の単発スペシャルテレビドラマの特別番組。読売テレビ開局55年記念ドラマ。2014年1月から若松や門司、小倉など北九州で撮影され、当時の神戸港も再現された。

### キャスト
- 鈴木 よね - 天海祐希[9][10]
- 鈴木 岩治郎 - 生瀬勝久
- 金子 直吉 - 小栗旬[7]
- 千 - 相武紗季
- イシ - 泉ピン子
- 珠喜 - 黒川智花
- 田川 万作 - 大和田健介
- 西田仲 右衛門 - 西村雅彦
- 後藤 新平 - 伊東四朗
- 本村 勉 - 松重豊
- その他 - 梅沢富美男、猪野学、窪塚俊介、長手絢香、白洲迅、戸塚純貴、森圭吾、澤田誠志、杉本泰郷、團遥香、野口雅弘、原田千枝子、浜近高徳、吉田智則、佐藤泰文、中島荘太、小井手つよじ、山本隆博、岡武史、瀬戸利樹、黒田博之、西嶋一八、森遥野、小山颯、小林颯、立野海修、石井凛太郎、宮沢大地、はちみつボイス☆知展、松之井綾　ほか
- ナレーター - 広瀬修子

### スタッフ
- 原作 - 玉岡かおる
- 脚本 - 浅野妙子
- 監督 - 渡邊孝好
- 音楽 - 沢田完
- ロケ協力 - 北九州フィルムコミッション、北九州市旧門司三井倶楽部、小笠原伯爵邸、ワープステーション江戸、西日本工業倶楽部、松山・小倉フェリー、藤壺自動車工業　ほか
- VFX・CG - ピクチャーエレメント
- 資料協力 - ゲッティイメージズ、aflo、台湾協会、日本放送協会
- 殺陣 - 大道寺俊典
- 技術協力 - フォーチュン
- 美術協力 - テレビ朝日クリエイト
- 音響効果 - メディアハウスサウンドデザイン
- スタジオ - 角川大映スタジオ
- 番宣 - 竹村麻美（ytv）、折原加奈（ytv）
- ホームページ - 服部類（ytv）
- チーフプロデューサー - 堀口良則（ytv）
- プロデューサー - 中間利彦（ytv）、霜田一寿、角田正子
- 制作協力 - ザ・ワークス
- 製作著作 - 読売テレビ